# Pau de la Creu
Sant Pau de la Creu (Ovada, 3 de gener de 1694 - Roma, Estats Pontificis, 18 d'octubre de 1775) va ser un sacerdot italià, fundador de la Congregació de la Passió de Jesucrist. És venerat com a sant per l'Església catòlica.

## Biografia
Va néixer com a Paolo Francesco Danei Massari a Ovada, fill d'un comerciant acomodat. El 1701, la família es traslladà a Castellazzo Bormida; la seva vida va ser normal, però manifestava inclinació per les coses de la religió: llegia llibres de devoció i visitava l'església. Als 19 anys va sentir un sermó al rector del poble que el va fer pensar en un altre tipus de vida. Des de llavors, començà a fer penitència i oració diària i a fer una vida més espiritual.
En 1720 va tenir la inspiració de crear una congregació religiosa destinada a la vida contemplativa, amb especial devoció a la Passió de Jesús, Mort i Resurrecció de Crist, a les missions i l'evangelització i l'apostolat populars. Ell mateix va escriure:
| « | En aquell temps, vaig veure'm en esperit vestit de negre fins als peus, amb una creu blanca al pit i sota la creu el nom santíssim de Jesús en lletres blanques. | » |

El 1721, revestit amb una túnica negra del bisbe d'Alessandria, el seu pare espiritual, i amb l'emblema de la Passió de Crist, descalç, va retirar-se a una cel·la vora l'església dels Sants Carles i Anna de Castelazzo. Retirat, va passar l'hivern de 1721/22, i redactà els estatuts de la congregació a partir de les indicacions que havia rebut en les visions que va tenir.
El 7 de juny de 1727 el Papa Benet XIII l'ordenà sacerdot a Sant Pere del Vaticà. Anys després, va viatjar a Roma amb el seu germà Giovanni Battista, on Benet XIV va aprovar els estatuts de la congregació el 15 de maig de 1741. Poc després va ser elegit com a superior dels Passionistes.
El 3 de maig de 1771, Pau va fundar, amb la col·laboració de la venerable Maria Crucificada Costantini, la branca femenina de la congregació, les Monges Claustrals Passionistes.
Va ser incansable en la seva tasca apostòlica. Greument malalt, l'austeritat de la seva vida va impedir que millorés i morí el 18 d'octubre de 1775 als 82 anys.

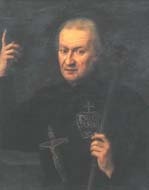
Retrat del sant
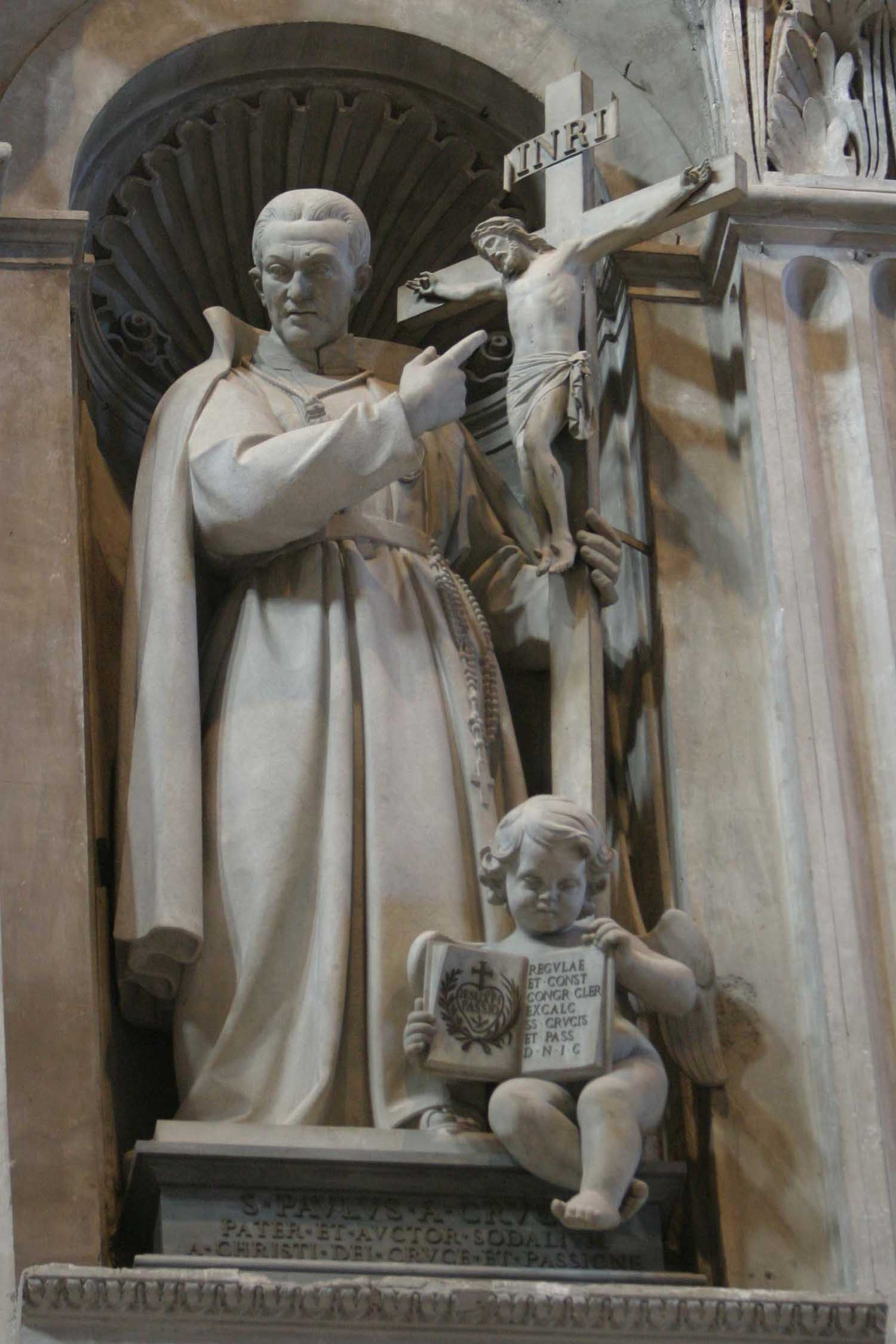
Escultura d'Ignazio Iacometti, 1876, a Sant Pere del Vaticà
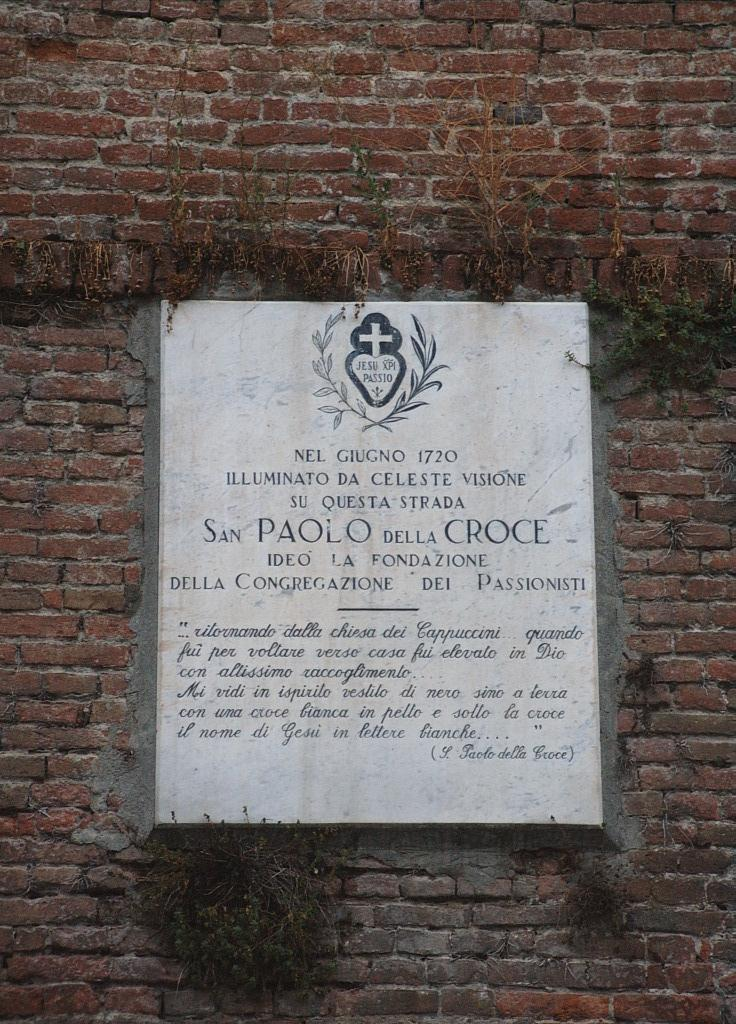
Làpida al lloc on el sant va decidir de fundar la congregació dels Passionistes, a Castellazzo Bormida

## Veneració
La devoció a la Crucifixió i la Passió de Crist, l'amor de Déu i el zel en la pràctica de la virtut són les característiques essencials de l'espiritualitat de Pau de la Creu. A més, va pregar contínuament per la conversió d'Anglaterra al catolicisme.
L'1 d'octubre de 1852 va ser beatificat per Pius IX, i el 29 de juny de 1867, va ser canonitzat pel mateix papa.
La seva festa litúrgica és el 19 d'octubre; anteriorment, havia estat el 28 d'abril.
Les seves restes mortals són des de 1880 a la Basílica dei Santi Giovanni e Paolo de Roma. A Ovada, el 1988 es va inaugurar el Santuari de San Paolo della Croce.

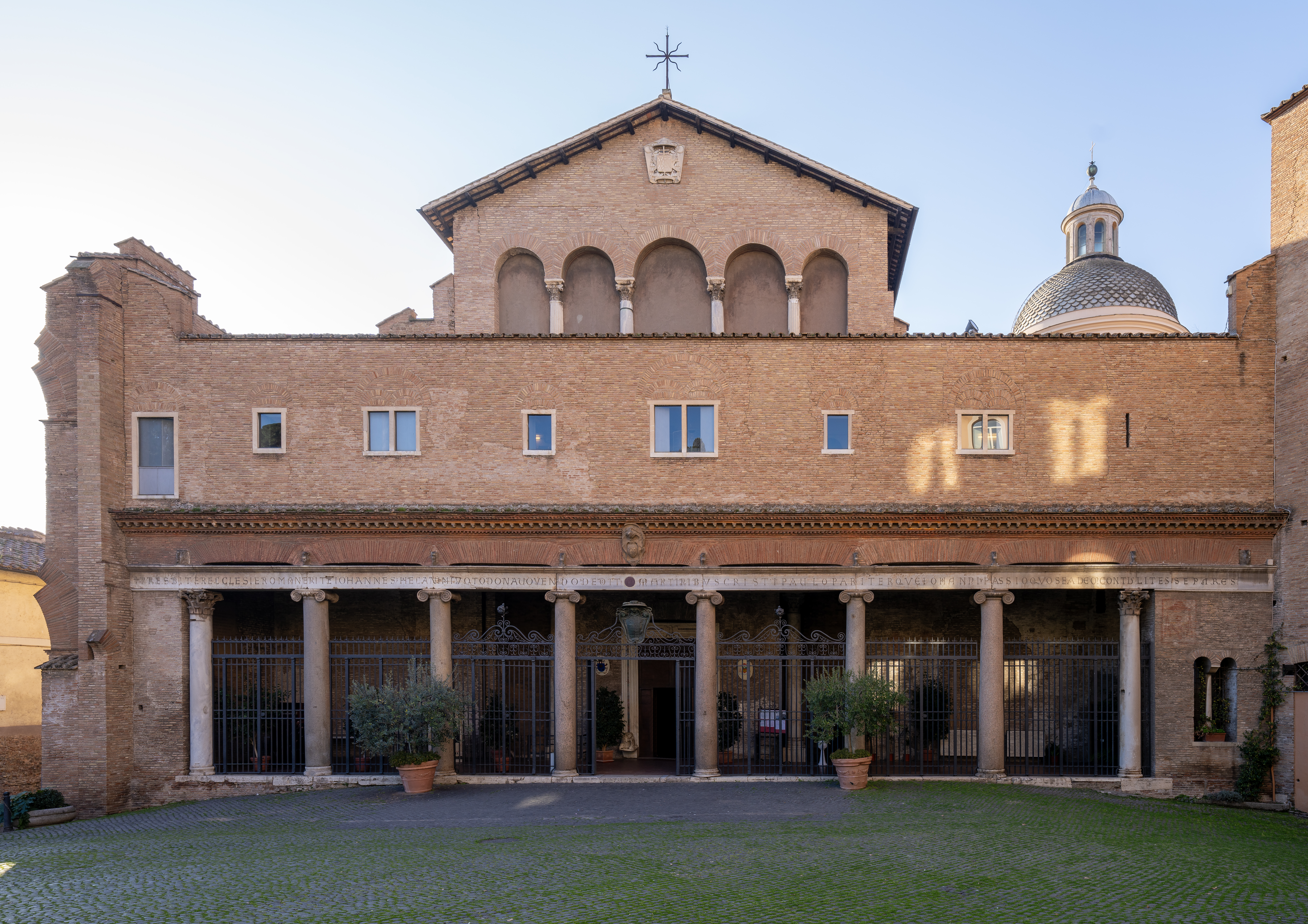
Basílica dels Sants Joan i Pau, a Roma, amb la tomba de Pau de la creu
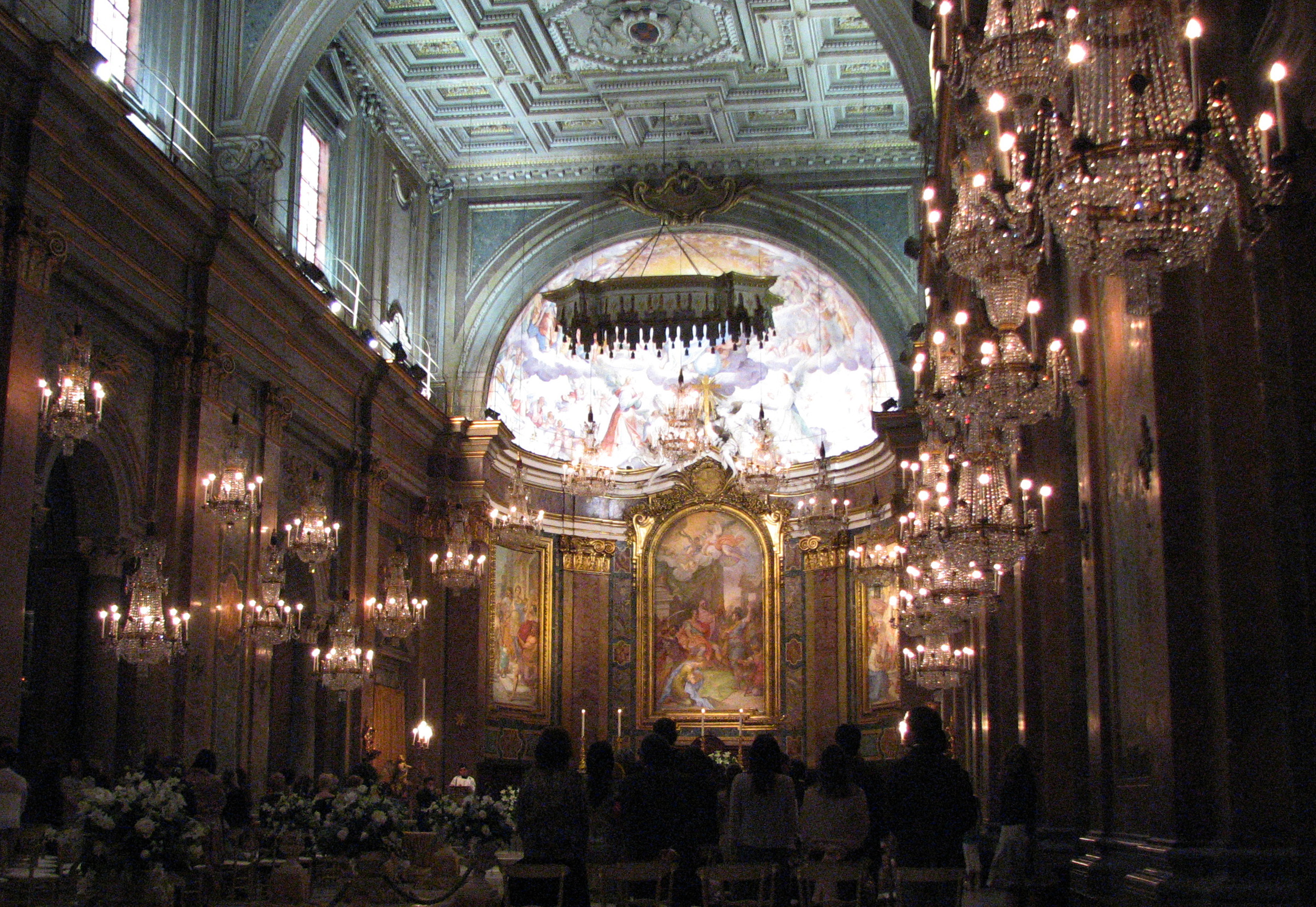
Interior de la basílica
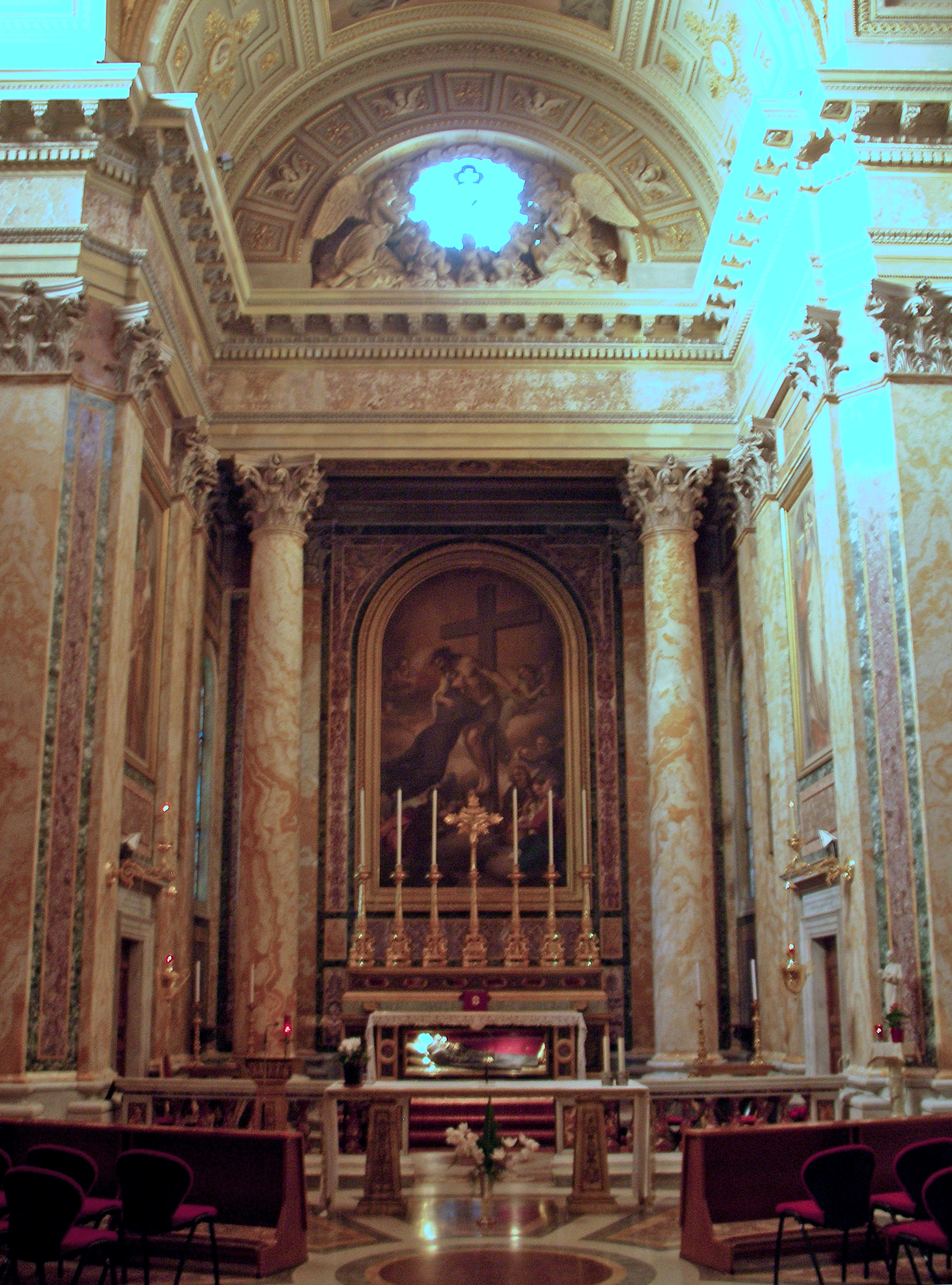
Capella del sant, amb el seu cos sota l'altar, a S. Giovanni e Paolo